# Neologismus
Ein Neologismus (von altgriechisch νέο- néo-, „neu“ und λόγος lógos, „Wort“ oder „Rede“) ist eine innerhalb einer Sprachgemeinschaft in den allgemeinen Gebrauch übergegangene sprachliche Neuprägung, das heißt:
- ein neu geschaffener sprachlicher Ausdruck, also ein Wort (Neuwort) oder eine Wendung[1] (genauer: eine lexikalische Einheit[2][3] siehe Lexem) oder
- eine neue Bedeutung[2], mit der ein bereits vorhandenes Wort bzw. ein ebensolcher Ausdruck versehen wird (Neubedeutung), oder auch das Wort bzw. der Ausdruck selbst, dem die Neubedeutung zukommt.

Wenn es in der Sprachgemeinschaft Verbreitung findet, findet es Eingang in die Wörterbücher, die den Wortschatz dieser Sprache kodifizieren. Charakteristisch für Neologismen ist, dass die Sprecher sie für eine gewisse Zeit als neu empfinden. Welche Wörter (noch) Neologismen sind, hängt also auch von dem Zeitpunkt ab, zu dem der Wortschatz einer Sprache betrachtet oder untersucht wird. Neben den in allgemeinsprachlichen Standardwörterbüchern erfassten Neologismen gibt es für viele Sprachen auch Spezialwörterbücher, die ausschließlich diesen Teil des Wortschatzes behandeln.
Dem Ausdruck Neologismus liegen die altgriechischen Wörter νέος neos „neu“ und λόγος logos „Wort“ zugrunde; auf Deutsch könnte man daher auch mit Neuwort oder neues Wort wiedergeben.

## Zur Problematik des Begriffs
Neologismen entstehen zumeist über Wortbildung, aber auch über Entlehnung, Bedeutungsveränderung oder, selten, Urschöpfung/Kunstwortbildung. Die Verwendung des Begriffs Neologismus ist in der Linguistik nicht ganz einheitlich.
Hadumod Bußmann definiert ihn als „neu eingeführten oder neuartig gebrauchten sprachlichen Ausdruck“. Solche Wörter kommen durch Wortbildung, Entlehnung oder Bedeutungsübertragung zustande. Lediglich für die Neurolinguistik wird ein Verständnis des Begriffs im Sinne von Neuschöpfung oder Urschöpfung eingeräumt.
Helmut Glück setzt Neologismus zwar mit Neuschöpfung gleich, insofern das von ihm herausgegebene Lexikon unter dem Lemma „Wortneuschöpfung“ auf den Eintrag Neologismus verweist; die dort angeführten Beispiele sind aber ausschließlich Fälle von Wortbildung, Entlehnung oder Bedeutungsübertragung. Die linguistische Tradition unterscheidet hingegen spätestens seit dem Ende des 19. Jahrhunderts zwischen „Wortschöpfung/Urschöpfung“ „Wortbildung“.

## Abgrenzung
Sprecher lebender Sprachen erfinden unentwegt neue Wörter, um spontan entstehende Benennungslücken zu schließen oder stilistische, respektive emotionale Aspekte sprachlich zu realisieren. Die Anwendung der meisten davon bleibt auf den situativen Kontext beschränkt, in dem sie zur Erfüllung eines spezifischen denotativen oder konnotativen Zwecks entstehen. Diese Gelegenheitsbildungen (Okkasionalismen) werden nicht lexikographisch erfasst, bilden aber das Anfangsstadium jedes neuen Wortes. Gerade dieses Anfangsstadium ist für die Mechanismen der Wortschatzerweiterung äußerst aussagekräftig, da unterschiedliche Varietäten unterschiedlich kreativ sind und unterschiedliche Voraussetzungen für eine mögliche Etablierung bieten. Denn die Absicht, fehlende bereits etablierte Wörter durch Okkasionalismen zu ersetzen, stellt nur eine von vielen möglichen Erklärungen für deren Entstehung dar. Oft spielen ludische, sprachökonomische oder klangsymbolische Faktoren, die etwa zu Kunstwörtern (Urschöpfungen) führen, wie im Fall von Kodak, mit hinein. Neologismen dienen in der Regel einem bestimmten kommunikativen Zweck. Die Mechanismen, vermöge deren manche von ihnen sich lange genug erhalten, um schließlich lexikographische Berücksichtigung zu finden, sind noch nicht vollständig bekannt. Die Kriterien der Aufnahme in Lexika bedeuten für die Kodifizierung von Neologismen eine zusätzliche Restriktion, denn Namen und viele Komposita sind grundsätzlich nicht Gegenstand der Lexikographie. So sind viele Neologismen längere Zeit in Gebrauch, ohne in die Wörterbücher aufgenommen zu werden, bspw. Knödelstimme und Knopfaugen. Die Aufnahme in ein Lexikon kann darum nur bedingt als Hinweis auf die Neuartigkeit eines Wortes gelten.
Wörter, die aus einer anderen Sprache entlehnt sind (beispielsweise downloaden aus dem Englischen) und in den allgemeinen Sprachgebrauch übergehen, werden gemeinhin so lange zu den Neologismen gezählt, wie sie sich noch nicht im Lexikon etabliert haben.
Die Lexik einer lebenden Sprache ist ein komplexes Gebilde aus allgemeinsprachlichen, fachsprachlichen und gruppensprachlichen Wörtern. Allgemeinsprachliche Wörterbücher erfassen nur den Kernbereich der Lexik, den die Alltagssprache verwendet. Gelegentlich kommt es vor, dass Wörter, die in einer Fachsprache schon lange zuvor gebräuchlich gewesen sind, in die Alltagssprache vordringen. Das gilt zum Beispiel für die Fachsprachen technischer Schlüsselbereiche wie der Informationstechnik und der Telekommunikation. Wörter, die in der jeweiligen Fachsprache bereits vor ihrem Übergang in den allgemeinen Sprachgebrauch usuell gewesen sind, werden nicht als Neologismen betrachtet. Besonders zahlreich, allerdings oft auch ephemer sind die Neubildungen im Jargon der Jugendlichen.
In der Praxis der Lexikographie ist die Abgrenzung zwischen Neologismen einerseits und Okkasionalismen, wiederbelebten Archaismen und Fachwörtern andererseits recht schwierig. Besonders Textkorpora, die den aktuellen Sprachgebrauch dokumentieren, leisten bei der Erfassung und Beschreibung von Neologismen nützliche Dienste. In der Lexikologie wird auf die Abgrenzung verzichtet, da sie objektiv nicht möglich ist und da gerade seltene neue Wörter für soziolinguistische und kognitionslinguistische Fragestellungen wichtig sind und in der Praxis, etwa bei Übersetzungen und im DaF-Unterricht, durchaus eine Rolle spielen.
Die Psychiatrie misst Neologismen (vgl. Paraphasie) beim Erheben des psychopathologischen Befunds im Zusammenhang mit Erkrankungen wie der Schizophrenie spezifischere Bedeutung zu als dem linguistischen Verständnis.

## Typen von Neologismen
Folgende Arten von Neologismen lassen sich unterscheiden:
Neue sprachliche Ausdrücke und Neuwörter
Ausdruck und Bedeutung sind neu. Ein Beispiel für ein Neuwort ist das Verb simsen aus SMS für das Versenden von Kurznachrichten.
Neubedeutungen
Ein alter Ausdruck erhält eine neue (weitere) Bedeutung. So steht als ein etwas älteres Beispiel Maus auch für die Computermaus, ein „technisches Gerät, Teil der Computerperipherie“.
Ein Ausdruck erhält eine neue Bedeutung mit einem abwertenden oder aufwertenden Sinnbezug. Zum Beispiel erhält ein Ausdruck mit einem ursprünglich positiven Sinnbezug eine pejorative Bedeutung und findet als Schlagwort Verwendung. Es kann sich dabei z. B. um einen politischen und/oder ideologischen Kampfbegriff gegen unterschiedliche sprachliche Konventionen und Verhaltensweisen handeln. Beispiele dafür sind Gutmensch oder Politische Korrektheit.
Neue Wortkombinationen
Hier ist das Zusammenziehen von gebräuchlichen Wörtern (Internetcafé, Laptop-Tasche, auch als Retronym: Analoguhr) von metaphorischen Neubildungen zu unterscheiden. Bei letzteren entscheidet für die Verwendung nicht die tatsächliche Bedeutung, sondern eine charakteristische Eigenschaft. Beispiele dafür sind Modezar, Literaturpapst, Börsenzwerg, Wirtschaftsauguren oder Erzeinwohner, aber auch Geizhals.

## Neologismen und Sprachnorm
Wenn ein neues Wort in Gebrauch kommt, haben Sprecher oft Normunsicherheiten.
- Die Aussprache wird erst im täglichen Gebrauch gesichert. Besonders bei Lehnwörtern tritt oft, aber nicht immer, ein Anpassungsprozess ein, bei dem die Aussprache dem Phonemsystem der entlehnenden Sprache angepasst wird. Ein Beispiel ist Download, das sich von /…loʊd/ nach /…loːt/ entwickelt.
- Die Flexion kann angepasst oder originär sein. Heißt es des Piercing oder des Piercings? Heißt es im Plural die PC oder die PCs?
- Es kann Mehrdeutigkeit auftreten; so wird „der Download“ sowohl für den Ladevorgang als auch für herunterzuladende oder bereits heruntergeladene Dateien verwendet.
- Das Genus ist oft nicht eindeutig. Heißt es der Blog oder das Blog?
- Die Rechtschreibung ist ungeklärt. Schreibt man Spinoff, Spin-off oder Spin-Off?

Oft muss sich eine Norm erst etablieren. Dies gilt zum Beispiel für das Genus von Lehnwörtern aus dem Englischen, wo das Genussystem nur schwach ausgeprägt ist. Sprecher, die ein Neuwort verwenden, signalisieren manchmal, dass sie das entsprechende Wort noch nicht als Teil der Sprachnorm akzeptieren. Häufig dafür verwendete Mittel sind Anführungszeichen oder abgrenzende Ausdrücke: „Der ‚Break-even‘ sei noch nicht erreicht“, „der sogenannte Break-even“ oder „wie man heutzutage sagt, der Break-even“.

## Über den Wert von Neologismen
Nicht immer besteht die Hauptfunktion eines Neologismus darin, einen neuen Sachverhalt zu bezeichnen. Mit der Verwendung von Neologismen möchte man oft etwas verdeutlichen: Zugehörigkeit zu einer bestimmten Gruppe, Modernität oder einfach nur Aufmerksamkeit erregen (Beispiel: „Entschleunigung“ statt „Verlangsamung“). Diese pragmatischen Funktionen sind die Ursache dafür, dass vor allem die Sprache der Werbung Neuwörter verwendet. Die Signalfunktion neuer Wörter wird soweit ausgereizt, dass man gegen grammatische Regeln verstößt (unkaputtbar, hier werden Sie geholfen).
Rudolf Merta unterschied 1966 zwischen „wirklichen Neologismen“ und den „Mode- und Schlagwörtern“, die der Sprache Gewalt antäten und allmählich ihre Ausdruckskraft verlören.
Der Linguist Wilhelm Bondzio stellte die These auf, dass Neologismen am zweckmäßigsten seien, wenn sie durch ihren Wortstamm Merkhilfen böten.
Neologismen haben auch kulturellen Wert. Durch Wortneuschöpfungen können Denkanstöße und Neuassoziationen gefördert werden. Die zeitgenössische Kunstrichtung expressiver Neologismus (kurz auch als neolog bezeichnet) befasst sich auf kritische Art mit der Sprache als Massenmedium und Beeinflussungsinstrument.
Neologismen werden auch als ersetzende Bezeichnungen verwendet, wenn dem Bezeichneten eine andere Wertung oder ein anderes Ansehen gegeben werden soll. Beispiel für eine solche Sprachpolitik ist die Deutsche Bahn AG: Aus Schaffner wird Zugbegleiter, der Schalter wird zum Servicepoint und neuerdings zum Counter.
Zugleich entzündet sich an Neologismen als Symptom oft ein sprachkritischer Diskurs. Konservative Sprachkritiker machen an Neologismen, und vor allem an Lehnwörtern, einen von ihnen behaupteten Verfall der Sprache fest. Andererseits wird mit den Neologismen ebenfalls die Wandlungsfähigkeit einer Sprache und ihre Fähigkeit belegt, die den sich ständig wandelnden Benennungsanforderungen gerecht wird.
Neologismen sind auch ein häufiges Instrument von Propaganda. Beispielhaft dafür die 1942 erstmals verwendete Bezeichnung gesetzloser Kämpfer (unlawful combatant) zur Einführung einer Klassifizierung von Kriegsgefangenen, die das Völkerrecht umgeht. Weitere Beispiele sind das internationale Finanzjudentum, Islamo-Faschismus, sozialbehinderte Jungmigranten.

## Herkunft von Neuwörtern
Eine Quelle von Neologismen ist die Entlehnung aus anderen Sprachen (Buzzer, Cache, Edutainment). Auch können vorhandene Lexeme in veränderter Bedeutung genutzt werden (Opfer (Beleidigung), Ampel (Kennzeichen auf Verpackungen für mehr oder weniger gesunde Lebensmittel)). Viele Neologismen entstehen über Wortbildung, wobei alle produktiven Verfahren genutzt werden (Coronakrise, aufpoppen, ADHS, containern, riestern). Selten werden neue Wörter ohne morphologische Struktur geschaffen (Zalando).
Ein Sprachsystem stellt eine ganze Reihe von Mitteln für die Neuwortbildung bereit:
Komposition
Die Zusammensetzung neuer Wörter aus existierenden ist im Deutschen der produktivste Wortbildungsprozess und entsprechend eine ergiebige Quelle für Neologismen (Dosenpfand, Genmais).
Derivation
Die Ableitung mittels Affixen (insbesondere Präfixe oder Suffixe) ist ebenfalls eine ergiebige Quelle. Dabei können Affixe selber Neuprägungen sein (beispielsweise Cyber-) und eine größere Gruppe von Neuwörtern prägen (Cyberpunk, Cyberkriminalität; ergoogeln).
Kurzwörter
sind ein wichtiges Mittel sprachlicher Ökonomie. Sie entstehen aus Teilen von Wörtern oder Wortgruppenlexemen. Solange sich ihr Gebrauch noch nicht verfestigt hat, sind es Neologismen (ALG/Arbeitslosengeld, ADS/Aufmerksamkeitsdefizitstörung).
Kontamination
Portmanteauwörter werden durch Zusammenziehungen aus dem ersten Teil eines Wortes und dem zweiten Teil eines zweiten Wortes gebildet, Beispiel: education + entertainment → Edutainment. Solche Zusammenziehungen sind im Deutschen selten, sie werden meist aus anderen Sprachen entlehnt.
Konversion
Die Verwendung eines Wortes als neue Wortart ist eine weitere Methode, neue Wörter zu schaffen (riestern zu Riester).
Verballhornung
Bei Verballhornungen bilden sich neue Wörter durch bewusste Verzerrung. Beispiel: „Nervenkostüm“ statt „Nervensystem“, „nichtsdestotrotz“ statt „nichtsdestoweniger“ oder „trotzdem“.

### Mechanismen
Ein typischer Fall für ein neu entstehendes Wort ist, dass ein Wort durch ein anderes ersetzt wird. Oft geschieht dies aus Gründen des Marketing oder der politischen Korrektheit – insbesondere als Euphemismus, also um ein negativ belegtes Wort (Pejorativ) durch ein positiv klingendes Wort zu ersetzen („eine Ehrenrunde drehen“ statt „sitzen bleiben“).
Manche Wörter unterliegen zudem einer „sprachlichen Inflation“ (Abnutzung, vergleiche dazu Euphemismus-Tretmühle), und Neuschöpfungen oder die Verwendung außergewöhnlicher Bezeichnungen dienen dazu, den Sensationswert zu steigern und Aufmerksamkeit zu erregen. Beispiele aus der Werbung: Technologie, wo eigentlich Technik oder Methode/Verfahren gemeint ist, Zahncreme anstelle der gewöhnlichen Zahnpasta oder exklusive Schreibweise Cigaretten.
Ursache ist häufig, dass neue Trends und Entwicklungen – heute meist aus dem englischsprachigen Raum – zu uns gelangen (Kulturdominanz) und die Szene oder das Fachpublikum die zugehörigen Begriffe (Xenismen) unreflektiert auch im deutschen Kontext verwendet oder eine weniger gelungene Übertragung vornimmt. Das geschieht sogar, wenn es einen synonymen Begriff bereits gibt, eventuell gerade in der Absicht, den Benutzer neudeutscher Wörter als Insider durch Nutzung der Szenesprache (Jargon) auszuweisen.
Das Wort Neudeutsch selbst kann als Beispiel dafür dienen: Es ist eine Neuschöpfung in Analogie zu Neusprech (englisch: Newspeak) aus dem Roman 1984 von George Orwell. Die Verwendung des Wortes impliziert zumindest eine kritische Distanz des Verwenders gegenüber Neologismen und das Bewusstsein um die „Macht der Sprache“, soll ihn also als einer gebildeten und aufmerksamen, wertebewussten Schicht zugehörig auszeichnen.
Im Unterschied dazu stehen Fremdwörter, die sich durchsetzen, weil kein angemessener deutscher Begriff verfügbar ist. Sie dienen oft zunächst der präzisen Ausdrucksweise in Fachkreisen, verbreiten sich dann teilweise in das gehobene Allgemeinwissen, bis einige schließlich im alltäglichen Sprachgebrauch ankommen und nicht mehr als fremd empfunden werden.
Nicht nur Fremdes, auch regionale Unterschiede können über den Jargon der Massenmedien in das Standarddeutsch eingehen. Ein Beispiel sind autochthone Varianten, die sich in den Jahren der Teilung Deutschlands in der Mitte des 20. Jahrhunderts unterschiedlich entwickelt haben, wie Goldbroiler und Brathähnchen.

### Beispiele
- Blog, Vlog, abgeleitet von web-log bzw. video-log (engl. für Internet-/Video-Tagebuch) – häufig aktualisierte Webseite.
- Folksonomy, kollaborative Praxis und (Selbst-)Organisationsform von Menschen (etwa in der Arbeit von Wikipedia).
- Gendersternchen, bezeichnet eine Methode der geschlechtergerechten Sprache in der schriftlichen Form des Deutschen.
- Islamophobie, Feindseligkeit gegen und kategorische Abwertung und Benachteiligung von Muslimen.
- Listicle, ein journalistischer Text in Aufzählungsform.
- Mansplaining ist ein substantivisches Portmanteauwort aus man (engl. für Mann) und -splaining (von explaining, engl. für erklären), das 2015 Eingang in die deutsche Sprache gefunden hat.
- Menschenmaterial, Koppelung von Lebendig-Menschlichem und toter Sache.
- Podcast, zusammengesetzt aus Apples „iPod“ und broadcast (engl. für Sendung): Eine Sendung, die man nachträglich anhören kann, indem man diese aus dem Internet herunterlädt.
- sitt, als Anlehnung an satt: nicht mehr durstig, im Rahmen eines Wettbewerbs zur Suche eines entsprechenden Wortes erfunden.

## Neologismen bei gesellschaftlichen und politischen Veränderungen
Gesellschaftliche Veränderungen, die eine politische Legitimation benötigen, führten oft zur Neuschöpfung von Wörtern. Beispielhaft dafür sind Neologismen aus der Zeit des Kolonialismus, der Entwicklung von Rassetheorien und einer sogenannten „Afrikaterminologie“. Hier war Sprache ein wichtiges Medium zur Herstellung und Vermittlung des Legitimationsmythos, Afrika sei das homogene und unterlegene „Andere“ und bedürfe daher der „Zivilisierung“ durch Europa. Dieser Ansatz schlug sich in einer kolonialen – die afrikanischen Eigenbezeichnungen ignorierenden und vermeidenden – Benennungspraxis nieder, für gegenwärtige europäische Gesellschaften gültige Begriffe auf den afrikanischen Kontext zu übertragen.